# Орешник (Хасковская область)
Орешник (болг. Орешник) — село в Болгарии. Находится в Хасковской области, входит в общину Тополовград. Население составляет 624 человека.

## Политическая ситуация
В местном кметстве Орешник, в состав которого входит Орешник, должность кмета (старосты) исполняет Радко Георгиев Атанасов (коалиция в составе 3 партий: Граждане за европейское развитие Болгарии (ГЕРБ), ВМРО — Болгарское национальное движение) по результатам выборов правления кметства.
Кмет (мэр) общины Тополовград — Евтимия Петрова Карачолова (Зелёные) по результатам выборов в правление общины.